# مايكل هوفمان (مخرج)
مايكل هوفمان  (بالإنجليزية: Michael Hoffman)‏ مواليد 30 نوفمبر 1956 في هاواي، الولايات المتحدة، هو مخرج أمريكي بدأ مسيرته الفنية عام 1982.

## الأعمال
- الاستعادة
- حلم ليلة منتصف الصيف

## وصلات خارجية
- مايكل هوفمان على موقع IMDb (الإنجليزية)
- مايكل هوفمان على موقع ألو سيني (الفرنسية)
- مايكل هوفمان على موقع أول موفي (الإنجليزية)
- مايكل هوفمان على موقع بوكس أوفيس موجو (الإنجليزية)
- مايكل هوفمان على موقع قاعدة بيانات الأفلام السويدية (السويدية)
- مايكل هوفمان على موقع إن إن دي بي (الإنجليزية)
- مايكل هوفمان على موقع قاعدة بيانات الفيلم (الإنجليزية)
- مايكل هوفمان على موقع كينوبويسك (الروسية)